# Eugene Byrd
Pour les articles homonymes, voir Byrd.
Eugene Byrd, est un acteur et producteur américain né le 28 août 1975 à Philadelphie en Pennsylvanie, États-Unis.

## Biographie

### Enfance et formations
Eugene Byrd est né et grandit à Philadelphie. Il fait ses études à Greene Street Friends School en 1989 et à The Crefeld School en 1993.

## Carrière
Eugene Byrd commence sa carrière d'acteur en étant un enfant, apparaissant dans le rôle d'Arthur dans le film My Little Girl de Connie Kaiserman en 1986. Cinq ans plus tard, il joue le rôle de Ben Junior dans le film Murder in Mississippi (1990).
En 1991, il est révélé dans le téléfilm L’Harmonie parfaite (Perfect Harmony) de Will Mackenzie, où il interprète l’enfant de chœur avec David Faustino et Sean Whalen. Il apparaît également à la télévision Cosby Show pour la saison. Il y joue Eugene, l'un des étudiants de Theo. Parmi les étudiants étaient Merlin Santana et Yonka Doyle. La même année, il est invité exceptionnellement dans New York, section criminelle, ainsi que le téléfilm Bad Attitudes et la série culte Beverly Hills 90210.
En 1992, il apparaît dans la série télévisée Fais-moi peur ! de Nickelodeon.
En 1993, il décroche son premier rôle régulier dans la série télévisée canadienne Chris Cross sur Showtime, aux côtés de Rachel Blanchard. La série est populaire, mais tombe des classements et, par conséquent, est annulée. La même année, il incarne Walter dans quatre épisodes de la série mystique pour enfants Ghostwriter, diffusée sur PBS.
En 1995, il est aux côtés de Johnny Depp dans le film Dead Man de Jim Jarmusch et, en 1996, apparaît dans le thriller Sleepers de Barry Levinson.
En 1997, il est coanimateur dans Sports Illustrated for Kids sur CBS. Cette émission n'a pas du succès et est annulée. La même année, il apparaît dans les séries Teen Friend et Twisted, ainsi que dans les téléfilms The Substitute 2 (1998) de Steven Pearl et dans Went to Coney Island on A Mission from God (1998).
De 2007 à 2017, il interpréta le Dr. Clark Edison dans la série Bones (saisons 3 à 12).
Il est régulièrement doublé par Pascal Nowak.

## Filmographie

### En tant qu’acteur

#### Longs métrages
- 1987 : My Little Girl (en) de Connie Kaiserman : Arthur
- 1995 : Dead Man de Jim Jarmusch : Johnny « The Kid » Pickett
- 1996 : Sleepers de Barry Levinson : Rizzo
- 1996 : Twisted (en) de Seth Michael Donsky : Willus Burns
- 1998 : Went to Coney Island on a Mission from God... Be Back by Five (en) de Richard Schenkman : l’ami adolescent
- 1999 : Whiteboys (en) (Whiteboyz) de Marc Levin : Khalid
- 2001 : Lift de DeMane Davis et Khari Streeter : Angelo
- 2002 : Survival Island de David Hillenbrand et Scott Hillenbrand : Doug
- 2002 : 8 Mile de Curtis Hanson : Wink
- 2004 : One Point O de Jeff Renfroe et Marteinn Thorsson : Nile
- 2004 : Light and the Sufferer (en) de Christopher Peditto : Kaz
- 2004 : Anacondas : À la poursuite de l'orchidée de sang (Anacondas: The Hunt for the Blood Orchid) de Dwight H. Little : Cole Burris
- 2004 : Buds for Life de Gabriel Bologna : Paul Dobson
- 2005 : Confess (en) de Stefan Schaefer : Terell Lessor
- 2007 : Rails and Ties d’Alison Eastwood : Otis Higgs
- 2007 : Light and the Sufferer de Christopher Peditto : Kaz
- 2008 : Julia d’Érick Zonca
- 2009 : Easier with Practice de Kyle Patrick Alvarez : Aaron
- 2010 : How to Make Love to a Woman de Scott Culver : Layne Wilson
- 2011 : The Barracks de Clay Von Thomas : SSG Henderson
- 2012 : Rock Jocks de Paul V. Seetachitt : Layne
- 2012 : Alice and the Monster de Rick Robinson et Frederick Snyder : Andrew
- 2015 : ’Tis the Season de Kevin Burge et Tad Sisler : Milo
- 2016 : Dependent's Day de Michael David Lynch : Poker Ross
- 2017 : Kings de Deniz Gamze Ergüven : Eddie
- 2018 : A Million Little Pieces de Sam Taylor-Johnson : Matty
- 2020 : Chasing Fletcher Allen de Jonathan London
- 2020 : Superman : L'Homme de demain (Superman: Man of Tomorrow) de Chris Palmer : Ron Troupe (voix)

#### Courts métrages
- 1999 : A Glance Away de Brin Hill : Dayne Trussard
- 2008 : Damn You Stephen Hawking de Judd Trichter : Jermaine Jackson (vidéo)
- 2012 : The Turn de Terry Gingles : Kurt
- 2015 : Shevenge de Amber Benson : Roger
- 2018 : Bender de Tina Huang : le fêtard (vidéo)

#### Téléfilms
- 1990 : Murder in Mississippi (en) de Roger Young : Ben Jr
- 1991 : Big Bird's Birthday or Let Me Eat Cake de Jon Stone, Lisa Simon et Emily Squires
- 1991 : L’Harmonie parfaite (Perfect Harmony) de Will Mackenzie : Landy Allen
- 1991 : Bad Attitudes de Alan Myerson : James
- 1997 : Color of Justice de Jeremy Kagan : Kenny
- 1998 : The Substitute 2 : La Vengeance (The Substitute 2: School's Out) de Steven Pearl : Mase
- 1998 : The Adversaries de John Wells
- 2000 : Enslavement: The True Story of Fanny Kemble (en) de James Keach : Jack
- 2005 : Marsha Potter Gets a Life de Barnet Kellman
- 2010 : L'Impossible Pardon (Amish Grace) de Gregg Champion : Danny

#### Séries télévisées
- 1988 : Monsters : Brad (saison 1, épisode 5)
- 1989 : The Days and Nights of Molly Dodd (saison 3, épisode 6)
- 1989 : True Blue : Timmy Powers (saison 1, épisode 1)
- 1990 : H.E.L.P. (saison 1, épisode 3)
- 1991 : New York, police judiciaire : Tonel Otten (saison 1, épisode 17 : L’École du crime)
- 1991 : Beverly Hills 90210 (Beverly Hills, 90210) : Robinson « Ronny » Ashe III (saison 2, épisode 9 : Noir et blanc en couleur)
- 1991 : L'Équipée du Poney Express (The Young Riders) : Quinn Ellis (saison 3, épisode 4 : Between Rock Creek and a Hard Place)
- 1991-1992 : 1, rue Sésame (Sesame Street) : Jelani (2 épisodes)
- 1991-1992 : Cosby Show (The Cosby Show) : Eugene (4 épisodes)
- 1992 : Fais-moi peur ! : Weeds (saison 1, épisode 6 : The Tale of the Super Specs)
- 1993 : Tribeca : Carl, Jr. (saison 1, épisode 5 : The Rainmaker)
- 1993 : Ghostwriter : Walter Haines (4 épisodes)
- 1993 : Chris Cross : Oliver Cross (13 épisodes)
- 1995 : New York Undercover : Tiandre (saison 1, épisode 24 : Manchild)
- 1998-1999 : Promised Land : Lawrence « L.T. » Taggert (16 épisodes)
- 1999 : Au-delà du réel : L'aventure continue (The Outer Limits) : Ronnie Dell (saison 5, épisode 20)
- 2000 : New York, unité spéciale (Law and Order: Special Victims Unit) : Carlos Medina (saison 1, épisode 16)
- 2000 : D.C. : Tyrell (saison 1, épisode 3 : Justice)
- 2000 : New York 911 : Nathaniel « Puppet » Ryder (2 épisodes)
- 2001 : New York Police Blues (NYPD Blue) : Andre Cutler (saison 8, épisode 3)
- 2001 : The Education of Max Bickford : Ryan (saison 1, épisode 3)
- 2002 : For Your Love : oncle Omar (8 épisodes)
- 2003 : The Lyon's Den : Damon Moss (saison 1, épisode 9)
- 2004 : Urgences : James Connor (saison 10, épisode 19)
- 2004 : Half and Half : Derek (saison 3, épisode 10)
- 2004-2005 : Preuve à l'appui (Crossing Jordan) : Sydney (13 épisodes)
- 2005 : Ghost Whisperer : Derrik Lee (saison 1, épisode 7)
- 2005-2006 : Mon oncle Charlie : Lenny (2 épisodes)
- 2006 : FBI : Portés disparus (Without a Trace) : Cole Warren (saison 4, épisode 11)
- 2006 : Night Stalker : Le Guetteur (Night Stalker) : Alex Nyby (4 épisodes)
- 2006 : Robot Chicken (2 épisodes ; voix)
- 2006 : Shark : Kurt Bellows (saison 1, épisode 10)
- 2006 : Heroes : l'assistant de Nathan Petrelli (4 épisodes)
- 2007-2017 : Bones : Dr Clark Eddison (36 épisodes)
- 2008 : Life : Ben (saison 2, épisode 7 : Jackpot)
- 2008 : Numbers : Vic Moritz (saison 5, épisode 14)
- 2009 : Raising the Bar : Justice à Manhattan (Raising the Bar) : Andre Jackman (saison 2, épisode 8)
- 2009 : Mentalist (The Mentalist) : Russell Bigelow (saison 2, épisode 22)
- 2012 : Eurêka : Dr Michael Clark (saison 5 épisode 6)
- 2012 : Daybreak : Charles (5 épisodes)
- 2012 : Wilfred : James (2 épisodes)
- 2012 : American Horror Story : le partenaire de Greyson (saison 2, épisode 6)
- 2012 : Suburgatory : Cyrus (saison 2, épisode 5)
- 2014 : True Blood : Jerome (3 épisodes)
- 2014 : TMI Hollywood : divers personnages (saison 5, épisode 19)
- 2015-2016 : Arrow : Andy Diggle (8 épisodes)
- 2016-2017 : Star Wars : Les Aventures des Freemaker (Lego Star Wars: The Freemaker Adventures) : Zander (31 épisodes)
- 2017 : Training Day : l’inspecteur Windowski (saison 1, épisode 4)
- 2017 : Still the King : Courtney Hitch (4 épisodes)
- 2018 : Lego Star Wars: All-Stars : Zander (saison 1, épisode 1 : From Trenches to Wrenches: The Roger Story)
- 2018 : The Rookie : Le Flic de Los Angeles (The Rookie) : Jeff Turner (saison 1, épisode 9)
- 2018-2019 : Le Destin des Tortues Ninja (Rise of the Teenage Mutant Ninja Turtles) (2 épisodes)
- 2019 : Los Angeles : Bad Girls : Big Mikey (saison 1, épisode 4)
- 2019 : American Dad! : le capitaine de navire (saison 14, épisode 11 - voix)
- 2019 : Les Griffin (Family Guy) : le livreur d'UPS (saison 18, épisode 2 - voix)
- 2019 : Get Shorty : Jordan Parr (saison 3, épisode 2)
- 2019 : All Rise : l'inspecteur Bert Taylor (saison 1, épisode 8)
- 2020 : It's Pony : divers personnages (2 épisodes)
- 2020 : The Rocketeer : M. Coleman (2 épisodes)
- 2020 : Au fil des jours (One Day at a Time) : le vendeur (saison 4, épisode 2)
- 2021 : Spidey et ses amis extraordinaires (Spidey and His Amazing Friends) : Jeff Morales (voix)
- 2023 : Code Quantum : Dr Harper
- 2024 : Votre fidèle serviteur Spider-Man (Your Friendly Neighborhood Spider-Man) (série TV d'animation) : Lonnie Lincoln (voix)

#### Jeux vidéo
- 2004 : Call of Duty: Finest Hour (voix)
- 2006 : Driver: Parallel Lines (voix)
- 2011 : Kinect Sports: Season Two : l’animateur de basket (voix)
- 2015 : Battlefield Hardline : Marcus « Boomer » Boone (voix)
- 2016 : Gears of War 4 : Delmont « Del » Walker (voix)
- 2019 : Gears 5 : Delmont « Del » Walker (voix)

### En tant que producteur
Longs métrages
- 2004 : Buds for Life de Gabriel Bologna (coproducteur)
- 2015 : ’Tis the Season de Kevin Burge et Tad Sisler
- 2020 : Definition Please de Sujata Day (producteur associé)